# Zoya Ivanova
Zoya Ivanova (Unión Soviética, 14 de marzo de 1952) fue una atleta soviética, especializada en la prueba de maratón en la que llegó a ser subcampeona mundial en 1987.

## Carrera deportiva
En el Mundial de Roma 1987 ganó la medalla de plata en la maratón, corriendo los 42,195 km en un tiempo de 2:32:38 segundos, llegando a la meta tras la portuguesa Rosa Mota y por delante de la francesa Jocelyne Villeton (bronce).